# ZNF364
ZNF364‏ (Ring finger protein 115) هوَ بروتين يُشَفر بواسطة جين ZNF364 في الإنسان.